# ランビュトー駅
ランビュトー駅（―えき、Rambuteau）は、フランス・パリの3区、4区（マレー地区）にまたがって存在するパリメトロ11号線の駅。
駅名は東西に走るランビュトー通りからとられている。また、ジョルジュ・ポンピドゥー国立芸術文化センター（ポンピドゥー・センター）の最寄り駅でもある。

## 駅周辺
- ジョルジュ・ポンピドゥー国立芸術文化センター（ポンピドゥー・センター）
- スービーズ館
  - 国立公文書館
  - フランス歴史博物館
- ゲネゴー館（狩猟自然博物館）

## 歴史
- 1935年4月28日、11号線シャトレ駅 - ポルト・デ・リラ駅間開通に伴い、開業。

## 隣の駅
パリメトロ
■11号線
オテル・ド・ヴィル駅（Hôtel de Ville） - ランビュトー駅 - アール・エ・メティエ駅（Arts et Métiers）